# Özge Törer
Özge Törer (* 16. August 1998 in Istanbul) ist eine türkische Schauspielerin. Bekannt wurde sie durch die Serie Kuruluş Osman.

## Leben und Karriere
Törer wurde am 16. August in Istanbul geboren. In ihrer Kindheit lebte sie in Silivri. Danach studierte Törer an der Muğla Sıtkı Koçman Üniversitesi, wo sie eine Auszeichnung für ihre Rolle in einer Bühnenshow gewann. Zuvor trat sie als Moderatorin in einer kleinen Fernsehsendung auf. Dann bekam sie 2019 in der Serie Kuruluş Osman die Hauptrolle. Dort gewann sie 2021 die Auszeichnung Kristal Küre Ödülleri als Beste Schauspielerin des Jahres.

## Filmografie
- seit 2019: Kuruluş Osman

## Auszeichnungen

### Gewonnen
- 2021: Kristal Küre Ödülleri in der Kategorie „Beste Schauspielerin des Jahres“